# Ficus dubia
Ficus dubia là một loài thực vật có hoa trong họ Moraceae. Loài này được Wall. ex King mô tả khoa học đầu tiên năm 1887.